# تیو (شهر)
تیو (به لاتین: Thieu) یک منطقهٔ مسکونی در بلژیک است که در لو روئولکس واقع شده‌است.